# Eddie Sauter

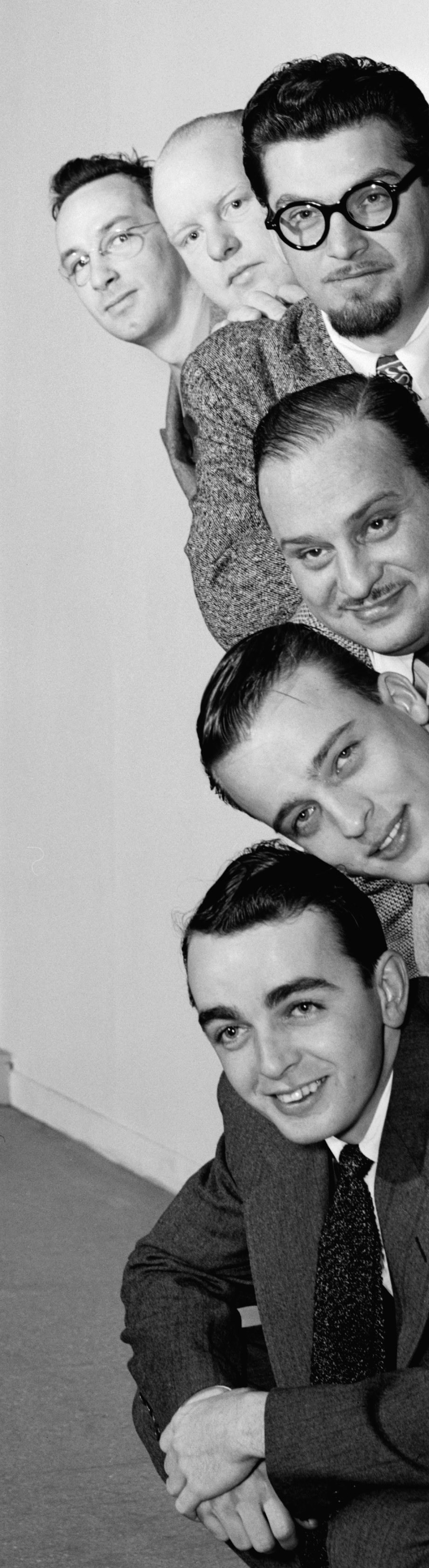
Eddie Sauter (links oben) mit (von unten) Ralph Burns, Eddie Finckel, George Handy, Neal Hefti und Johnny Richards im Museum of Modern Art, New York, 1947.
Fotografie von William P. Gottlieb.

Edward Ernest „Eddie“ Sauter (* 2. Dezember 1914 in Brooklyn, New York; † 21. April 1981 in Nyack in New York) war ein US-amerikanischer Arrangeur, Bandleader und Trompeter der Swingära und des Modern Jazz. Er leitete mit Bill Finegan das Sauter-Finegan Orchestra.

## Leben und Wirken
Eddie Sauter spielte elfjährig Schlagzeug, wechselte zur Trompete und wurde mit 17 Jahren Berufsmusiker. Er studierte an der Columbia University und Musiktheorie an der Juilliard School of Music und spielte bei Archie Bleyer (1932) und Charlie Barnet. Als Trompeter, Arrangeur (sowohl für Norvo als auch für die Sängerin Mildred Bailey) und mit seinem Spiel auf dem Mellophon erregte er in der Band von Red Norvo (1935–39) Aufmerksamkeit. Danach arbeitete er als Arrangeur bei Benny Goodman (1939–42) (z. B. „Benny Rides Again“, „Clarinet a la King“), bei Artie Shaw, Tommy Dorsey, Woody Herman und 1946 bei Ray McKinley („Civilisation“ und „Arizay“, 1947).
Im Jahr 1952 gründete Eddie Sauter mit Bill Finegan das Sauter-Finegan-Orchestra, das zunächst als Studioband geplant war, aber bis 1958 in wechselnden Besetzungen zusammen spielte. Sie suchten in ihrer orchestralen Big-Band-Musik nach neuen musikalischen Ausdrucksformen; dazu verwendeten sie damals außergewöhnliche Instrumente wie Gamelan, Kazoo oder Glocken. Mit „Doodletown Fivers“ landeten sie den ersten ihrer vier Hits; ihre Komposition stieg auf Rang 12 und blieb zehn Wochen in den nationalen Charts. Den Titel „Doodletown“ entliehen sie sich einem Dorf außerhalb von New York, in dessen Nähe Sauter lebte. Die Melodie übernahmen sie von dem bekannten Lied „Kingdom Coming“ aus dem Sezessionskrieg.
Das Sauter-Finegan-Orchestra, in dem Jazzmusiker wie Trigger Alpert, Buster Bailey, Danny Bank, Al Klink, Ralph Burns, George Duvivier, Barry Galbraith, Bill Harris, Milt Hinton, Al Klink, Don Lamond, Mundell Lowe, Doc Severinsen, Nick Travis, Kai Winding und Phil Woods spielten, startete seine Aktivitäten ausgerechnet in der Zeit des Niedergangs der großen Swingbands; für die Big-Band-Arbeit war dies ökonomisch eine schwere Zeit. Daher machte die Musik des Orchesters einige Zugeständnisse an den damaligen Zeitgeschmack und wies nur bescheidene Jazzelemente auf, wie ihr zweiter Hit „Midnight Sleighride“ (#29) vom Mai 1952. Sauter meinte hierzu:
„Dies ist natürlich die „Troika“-Passage aus Prokofjews „Leutnant Kije-Suite“ [op. 60, 1934] – aber verbessert. Ich sage das und meine das. Wissen Sie, als unsere Aufnahme herauskam, spielten die Radiostationen sie direkt nach dem Original und unsere war einfach besser! Ach ja und noch etwas: Hören Sie die Hufschläge am Anfang und am Ende? Das war nicht das großartige Pferd, das war Bill Finegan, der sich sehr nah am Mikrofon auf die Brust schlägt.“
Ihr letzter Chart-Erfolg des Orchesters war im August 1953 „The Moon Is Blue“, Titelmelodie aus dem im Original gleichnamigen Film von Otto Preminger, die für den Oscar nominiert war. 1954/55 trafen sich die Musiker des Ensembles nur noch gelegentlich zu Plattensessions, bei denen Versionen der Standards „A Foggy Day“, „Autumn Leaves“ und „Old Folks“ eingespielt wurden; bei einer letzten Aufnahmesitzung entstand das Stück „Clarinet a la King“. Später trat das Orchester – so im Jahr 1986 – bei einigen Reunion-Konzerten auf.
Die außergewöhnlichen Arrangements Sauters sollten sich aber in seinen weiteren Projekten, wie dem mit Stan Getz (er schrieb und arrangierte die Streicher-Arrangements auf Focus 1961 und war an der Filmmusik Mickey One, 1965, beteiligt) wiederfinden. 1957 bis 1959 leitete er das SWF-Tanzorchester in Baden-Baden, das neben Musikern aus dem Orchester Kurt Edelhagen (das zuvor diese Funktion innehatte) auch aus einer amerikanischen Rhythmusgruppe und europäischen Solisten wie Hans Koller bestand. Nach der Rückkehr in die USA 1959 arbeitete er hauptsächlich als Studiomusiker, arbeitete wieder mit Bill Finegan zusammen und gründete eine Schallplattenfirma.
2003 wurde er in die Big Band Hall of Fame aufgenommen.

## Stimmen
„Es gab in Eddie Sauters Musik eine ungeheure Gelassenheit. Die Stücke schienen immer ein klein wenig zu langsam genommen zu sein, und erst später zeigte sich, dass das Tempo – selbstverständlich – genau richtig war. Es waren jene ‚lässigen‘ Tempi, wie man sie auch etwas von Count Basie oder Jimmie Lunceford kennt. Fast nie verwendete Eddie die gesamte Kraft aller Blechbläser und Saxophonisten, wie es damals auf der deutschen Big Band-Szene üblich war, und wenn er es tat, dann steuerte er seine Höhepunkte langsam und organisch an. Er hatte eine ganze ‚Percussion-Section‘ im Orchester und gebrauchte sie wie niemand sonst im Jazz. Seine Percussions-Ideen kamen von Edgar Varese (…). Und vor allem: Eddie Sauter hatte Humor. (…) Die Amerikaner lachten, wenn sie Eddie Sauter hörten, aber die Deutschen blieben ernst. Sie scheinen einfach nicht den ‚Resonanzboden‘ dafür zu haben, dass großorchestraler Jazz lustig sein konnte. Laut musste er sein … aber humorvoll?“

## Diskografische Hinweise

### Projekte als Leader
- Eddie Sauter/Bill Finegan: The Sauter Finegan Orchestra – Directions in Music (RCA, 1952–58)
- Stan Getz: Focus (Verve, 1961)
- Stan Getz: Mickey One (Filmmusik, Verve, 1965)
- John Carisi, Eddie Sauter, Christian Wolff, Stefan Wolpe: Counterpoise (hat(now)ART; 2000)
- Orchestra Eddie Sauter: Eddie Sauter’s Music Time (rec. 1957/58 mit dem Tanz-Orchester des Südwestfunks sowie Rita Reys, Blanche Birdsong, Martial Solal, Albert Mangelsdorff, Attila Zoller ed. Jazzhaus 2016)

### Als Sideman
- Mildred Bailey: That Rockin´ Chair Lady (1931–39)
- Charlie Barnet: 1933-1936 (Classics)
- Red Norvo: Dance of the Octopus (Hep, 1933–36)
- Red Norvo: Jivin´ The Jeep (Hep, 1936–37)